# ارنست لودویگ آلفرد هیگار
ارنست لودویگ آلفرد هیگار (آلمانی: Ernst Ludwig Alfred Hegar؛ ‏ ۶ ژانویهٔ ۱۸۳۰ – ۵ ژوئیهٔ ۱۹۱۴) پزشک متخصص زنان و جراح اهل آلمان بود که به دلیل توسعه ابزارها و تکنیک‌های پزشکی جدید مشهور بود. او استاد رشتهٔ پزشکی زنان در دانشگاه فرایبورگ و نشانه هگار را برای نخستین بار گزارش نمود. وی با همکاری رودولف کالتنباخ کتاب درسی «جراحی زنان و زایمان» را در ۳ جلد تألیف کرد.